# Tanyuromys aphrastus
Tanyuromys aphrastus är en däggdjursart som först beskrevs av Harris 1932.  Tanyuromys aphrastus ingår i släktet Tanyuromys och familjen hamsterartade gnagare. IUCN kategoriserar arten globalt som otillräckligt studerad. Inga underarter finns listade i Catalogue of Life.
Arten är bara känd från några områden i Central- och Sydamerika från södra Costa Rica till Ecuador. Den vistas i bergstrakter mellan 1200 och 2000 meter över havet. Habitatet utgörs av skogar med buskar som undervegetation.